# Werner Hansen
Werner Hansen (* 31. Juli 1905 in Rethem an der Aller als Wilhelm Heidorn; † 15. Juni 1972 in Neuss) war ein sozialdemokratischer deutscher Politiker, Gewerkschafter und antifaschistischer Widerstandskämpfer. Wann und warum er den Namen Werner Hansen angenommen hat, ist unklar.

## Leben
Nach Absolvierung der Handelsschule und einer kaufmännischen Lehre schloss sich der Sohn eines Postbeamten Mitte der 1920er-Jahre zunächst der SPD an. Zugleich war er Mitglied im Zentralverband der Angestellten (ZdA) und der Naturfreunde. 1927 zog Hansen nach Bremen und wurde dort Mitglied im Internationalen Sozialistischen Kampfbund (ISK) und Mitarbeiter in dessen Zeitung Der Funke. In Bremen war Hansen auch Vorsitzender der dortigen Sektion der Freidenker und arbeitete von 1931 bis 1933 als ehrenamtliches Vorstandsmitglied in der Ortsverwaltung  des ZdA mit.
Nach der Machtergreifung der NSDAP 1933 konnte Werner Hansen in Bremen nicht mehr öffentlich politisch tätig bleiben. Er zog deshalb nach Köln. Dort benutzte er Beschäftigungen als Küchenhelfer in Hotels als Tarnung für seine illegale politische Arbeit für den ISK und in der „Unabhängigen Sozialistischen Gewerkschaft“ (USG). Zunächst war er Leiter des illegalen ISK-Stützpunktes Köln. Zwischen 1935 und 1937 leitete Werner Hansen zusammen mit Hans Dohrenbusch die illegale Arbeit im Rheinland (ISK-Bezirk West) und unterhielt Kontakte zur Internationalen Transportarbeiter-Föderation (ITF) und anderen freigewerkschaftlichen Widerstandsgruppen. Im Widerstand benutzte er neben „Werner Hansen“ die Pseudonyme „Hans Klein“ und „Schwarzer Willi“ zur Tarnung.
Nach einer Verhaftungswelle unter ISK-Funktionären und der Zerschlagung der Organisation im Rheinland floh Werner Hansen 1937 zunächst nach Frankreich und 1939 nach London, wo er sich der ISK-Exilgruppe anschloss. Die Zeit von Juni 1940 bis September 1941 musste er als Enemy Alien in einem Internierungslager in Australien verbringen. Nach der Entlassung aus der Internierung und der Rückkehr nach England arbeitete er eng mit Willi  Eichler und Hans Gottfurcht zusammen. Er war führendes Mitglied der Landesgruppe deutscher Gewerkschafter in Großbritannien. Zudem veröffentlichte er im britischen Exil eine Reihe an Vorschlägen für den Wiederaufbau der Gewerkschaften nach dem Ende des Nationalsozialismus. Hansen war auch Mitverfasser der 1945 in London erschienenen Schrift Re-Making Germany.
Im März 1945 kehrte Werner Hansen mit Hilfe der britischen Militärregierung ins Rheinland zurück, wo er als Mitglied des sogenannten Siebenerausschusses um Hans Böckler mit dem Wiederaufbau der Gewerkschaften begann und 1946 bis 1947 als Böcklers Nachfolger das Sekretariat des DGB in der britischen Zone leitete. Von 1947 bis 1956 stand er dem DGB-Bezirk Nordrhein-Westfalen vor und war danach bis zu seiner Pensionierung 1969 Mitglied im DGB-Bundesvorstand. Zwischen 1953 und 1957 vertrat er die SPD im Bundestag und war zeitweise Mitglied des Parteipräsidiums.

## Werke
- Willi Eichler, Wilhelm Heidorn (d. i. Werner Hansen), Mary Saran und Minna Specht: Re-Making Germany. Vorwort: James Griffiths. International Publishing Company, SVG, London, 1945.